# James Ira Jones (pilóta)
James Ira Thomas Jones (becenevén: Taffy, Egyesült Királyság, Wales, St. Clears, 1896. április 18. – Egyesült Királyság, Wales, Glamorgan, 1960. augusztus 29.) walesi származású angol katona, ászpilóta az első és a második világháború hőse. Első világháborús szolgálata során 37 igazolt légi győzelmet aratott, alig három hónap leforgása alatt. 1936-ban visszavonult az aktív katonai szolgálattól és szülőföldjén telepedett le, ám az 1940-es angliai csata megkezdését követően visszatért a Brit Királyi Légierő (Royal Air Force) kötelékébe. A háborút követően hazatért és több könyvet is írt a brit légierőről, mind visszaemlékezéseket, mind szakmai műveket. 1960-ban hunyt el otthonában.

## Élete

### Ifjúkora
1896-ban született a Woolstone farmon, St. Clears város közelében. Tanulmányait feltehetően szülőföldje környékén végezte erről azonban a forrás nem tesz említést. Feltehetően azonban végzett felsőoktatási intézményben, ugyanis behívásakor hivatalnokként dolgozott Londonban.

### Katonai szolgálata
Már 1913-ban, a háború kitörése előtt besorozták. A 4. walesi ezredben (4th Welsh Regiment) szolgált a gyalogságnál. Az első világháborúban azonban gyalogosként nem vett részt, mert annak kitörésekor nyomban a Brit Királyi Repülő Hadtesthez (Royal Flying Corps) került. Első ízben azonban a kiszolgáló személyzet tagja lett, ugyanis katonai repülőgép-szerelőként érkezett a 10. brit repülőszázad kötelékébe. 1915-ben osztagával együtt Franciaországba utazott a nyugati-frontra. A repülés egyre közelebb került hozzá. 1916 elején már mint megfigyelő tevékenykedett, vagyis a kétüléses repülőgépeken ő kezelte a géppuskát. 1917 májusában pilótaképzésre jelentkezett és visszatért Angliába. A ruislipi kiképzőközpontban tanult repülni és itt is szerezte meg pilótaigazolványát 1917. augusztus 26-án. Ezt követően visszatért a frontra, ahol a 74. brit repülőszázadhoz osztották be. Ennél a repülőszázadnál együléses Royal Aircraft Factory S.E.5 típusú géppel repült, s rövid időn belül megkezdte légi győzelmeit szerezni.

### Légi győzelmei
| Sorszám | Dátum              | Egysége               | Repülőgépe                   | Ellenfele         |
| ------- | ------------------ | --------------------- | ---------------------------- | ----------------- |
| 1       | 1918. május 8.     | 74. brit repülőszázad | Royal Aircraft Factory S.E.5 | Ismeretlen        |
| 2       | 1918. május 12.    | 74. brit repülőszázad | Royal Aircraft Factory S.E.5 | Albatros D.V      |
| 3       | 1918. május 17.    | 74. brit repülőszázad | Royal Aircraft Factory S.E.5 | Hannover C        |
| 4       | 1918. május 17.    | 74. brit repülőszázad | Royal Aircraft Factory S.E.5 | Albatros C        |
| 5       | 1918. május 18.    | 74. brit repülőszázad | Royal Aircraft Factory S.E.5 | Albatros C        |
| 6       | 1918. május 19.    | 74. brit repülőszázad | Royal Aircraft Factory S.E.5 | Légvédelmi ballon |
| 7       | 1918. május 22.    | 74. brit repülőszázad | Royal Aircraft Factory S.E.5 | Pfalz D.III       |
| 8       | 1918. május 22.    | 74. brit repülőszázad | Royal Aircraft Factory S.E.5 | Pfalz D.III       |
| 9       | 1918. május 26.    | 74. brit repülőszázad | Royal Aircraft Factory S.E.5 | Pfalz D.III       |
| 10      | 1918. május 27.    | 74. brit repülőszázad | Royal Aircraft Factory S.E.5 | Albatros C        |
| 11      | 1918. május 27.    | 74. brit repülőszázad | Royal Aircraft Factory S.E.5 | Halberstadt C     |
| 12      | 1918. május 30.    | 74. brit repülőszázad | Royal Aircraft Factory S.E.5 | CLVG C            |
| 13      | 1918. május 30.    | 74. brit repülőszázad | Royal Aircraft Factory S.E.5 | Halberstadt C     |
| 14      | 1918. május 31.    | 74. brit repülőszázad | Royal Aircraft Factory S.E.5 | Pfalz D.III       |
| 15      | 1918. május 31.    | 74. brit repülőszázad | Royal Aircraft Factory S.E.5 | Pfalz D.III       |
| 16      | 1918. június 1.    | 74. brit repülőszázad | Royal Aircraft Factory S.E.5 | Pfalz D.III       |
| 17      | 1918. június 18.   | 74. brit repülőszázad | Royal Aircraft Factory S.E.5 | DFW C             |
| 18      | 1918. június 21.   | 74. brit repülőszázad | Royal Aircraft Factory S.E.5 | LVG C             |
| 19      | 1918. június 25.   | 74. brit repülőszázad | Royal Aircraft Factory S.E.5 | Halberstadt C     |
| 20      | 1918. június 25.   | 74. brit repülőszázad | Royal Aircraft Factory S.E.5 | Fokker D.VII      |
| 21      | 1918. június 27.   | 74. brit repülőszázad | Royal Aircraft Factory S.E.5 | Hannover C        |
| 22      | 1918. június 29.   | 74. brit repülőszázad | Royal Aircraft Factory S.E.5 | Fokker D.VII      |
| 23      | 1918. július 1.    | 74. brit repülőszázad | Royal Aircraft Factory S.E.5 | Rumpler C         |
| 24      | 1918. július 24.   | 74. brit repülőszázad | Royal Aircraft Factory S.E.5 | DFW C             |
| 25      | 1918. július 24.   | 74. brit repülőszázad | Royal Aircraft Factory S.E.5 | DFW C             |
| 26      | 1918. július 24.   | 74. brit repülőszázad | Royal Aircraft Factory S.E.5 | DFW C             |
| 27      | 1918. július 25.   | 74. brit repülőszázad | Royal Aircraft Factory S.E.5 | DFW C             |
| 28      | 1918. július 26.   | 74. brit repülőszázad | Royal Aircraft Factory S.E.5 | DFW C             |
| 29      | 1918. július 30.   | 74. brit repülőszázad | Royal Aircraft Factory S.E.5 | Rumpler C         |
| 30      | 1918. július 30.   | 74. brit repülőszázad | Royal Aircraft Factory S.E.5 | LVG C             |
| 31      | 1918. július 30.   | 74. brit repülőszázad | Royal Aircraft Factory S.E.5 | Fokker D.VII      |
| 32      | 1918. augusztus 3. | 74. brit repülőszázad | Royal Aircraft Factory S.E.5 | LVG C             |
| 33      | 1918. augusztus 4. | 74. brit repülőszázad | Royal Aircraft Factory S.E.5 | Hannover C        |
| 34      | 1918. augusztus 6. | 74. brit repülőszázad | Royal Aircraft Factory S.E.5 | Fokker D.VII      |
| 35      | 1918. augusztus 6. | 74. brit repülőszázad | Royal Aircraft Factory S.E.5 | Fokker D.VII      |
| 36      | 1918. augusztus 7. | 74. brit repülőszázad | Royal Aircraft Factory S.E.5 | LVG C             |
| 37      | 1918. augusztus 7. | 74. brit repülőszázad | Royal Aircraft Factory S.E.5 | Ismeretlen        |

### További élete
Az első világháborút követően a bolsevikok ellen fogott fegyvert és az úgynevezett „Fehér mozgalom”, vagyis a fehérek oldalán harcolt. Az oroszországi polgárháborút követően hazatért, visszavonult, és a Királyi Légierőnél kiérdemelt juttatásokból tartotta fenn magát. A második világháború kitörését követően önként visszahelyeztette magát aktív állományba. Egy igen érdekes történet is kering Jones életének ezen szakaszáról. Amikor ugyanis VI. György brit király meghallotta, hogy vissza kíván térni a légierőhöz ezt mondta neki: „Ehhez már túl öreg vagy Taffy. Ez a fiatalok játéka.” Az ekkor negyvenöt éves pilóta ennek ellenére végül visszatért a botkormány mögé, és több bevetésen is részt vett az angliai csata során.
A világháborút követően immár végleg visszavonult, és főként az írással foglalkozott. Három komolyabb művet írt, amelyeket rövidesen ki is adtak. 1960-ban hunyt el Aberaeron-i otthonában.

### Kitüntetései
- Kiváló Szolgálati Rend (Distinguished Service Order)
- Brit Katonai Kereszt (Military Cross)
- Kiváló Pilóta Kereszt (Distinguished Flying Cross)
- Katonai Medál (Military Medal)

### Művei
- King of Air Fighters
- Tiger Squadron
- An Air Fighter's Scrapbook